# 팀 퍼트로빅
팀 퍼트로빅(영어: Tim Petrovic, 1966년 8월 16일 ~ )은 미국의 골프 선수이다.
퍼트로빅은 일찍이 10년 가까이 배달일 등 잡일을 전전하다가, 하트퍼드 대학교에 입학했다. 같은 골프 선수인 제리 켈리와 패트릭 시핸이 퍼트로빅의 후배이다. 1988년 대학을 졸업한 퍼트로빅은 곧바로 골프를 하기로 결심했으나 투어에 진출하기에는 기량이 부족했다. 돈이 부족해 피자 배달까지 하며 2부 투어를 전전하다 2002년 PGA 투어에 비로소 진출했다. 2002년 상금랭킹 86위, 2003년 36위, 2004년 65위로 성적을 올리가 결국 2005년 뉴올리언스의 취리히 클래식에서 우승했다.